# 紅毛港文化園區
22°32′59.5″N 120°19′3.7″E / 22.549861°N 120.317694°E

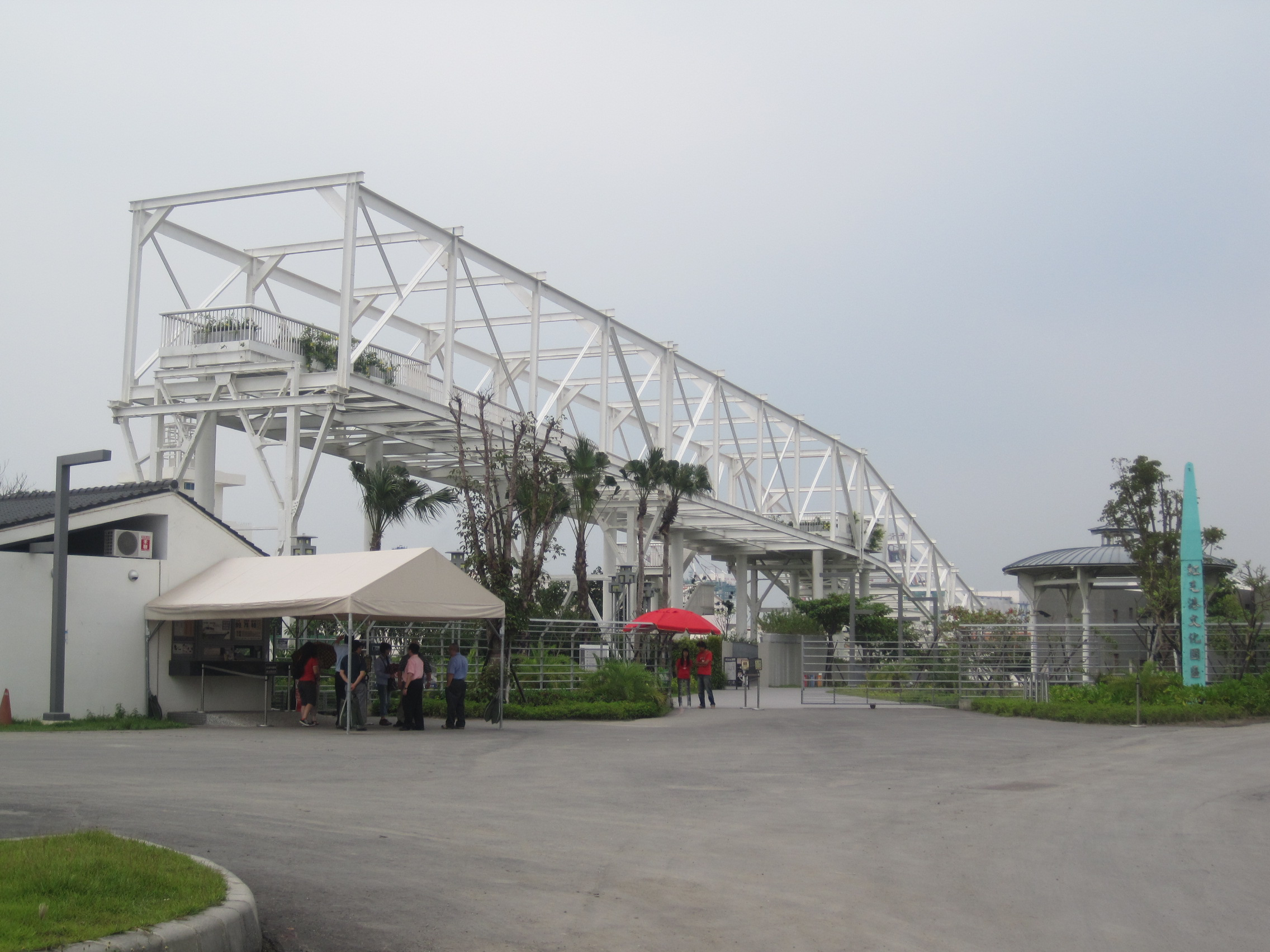
紅毛港文化園區的入口，圖中的白色鋼骨結構即是「天空步道」

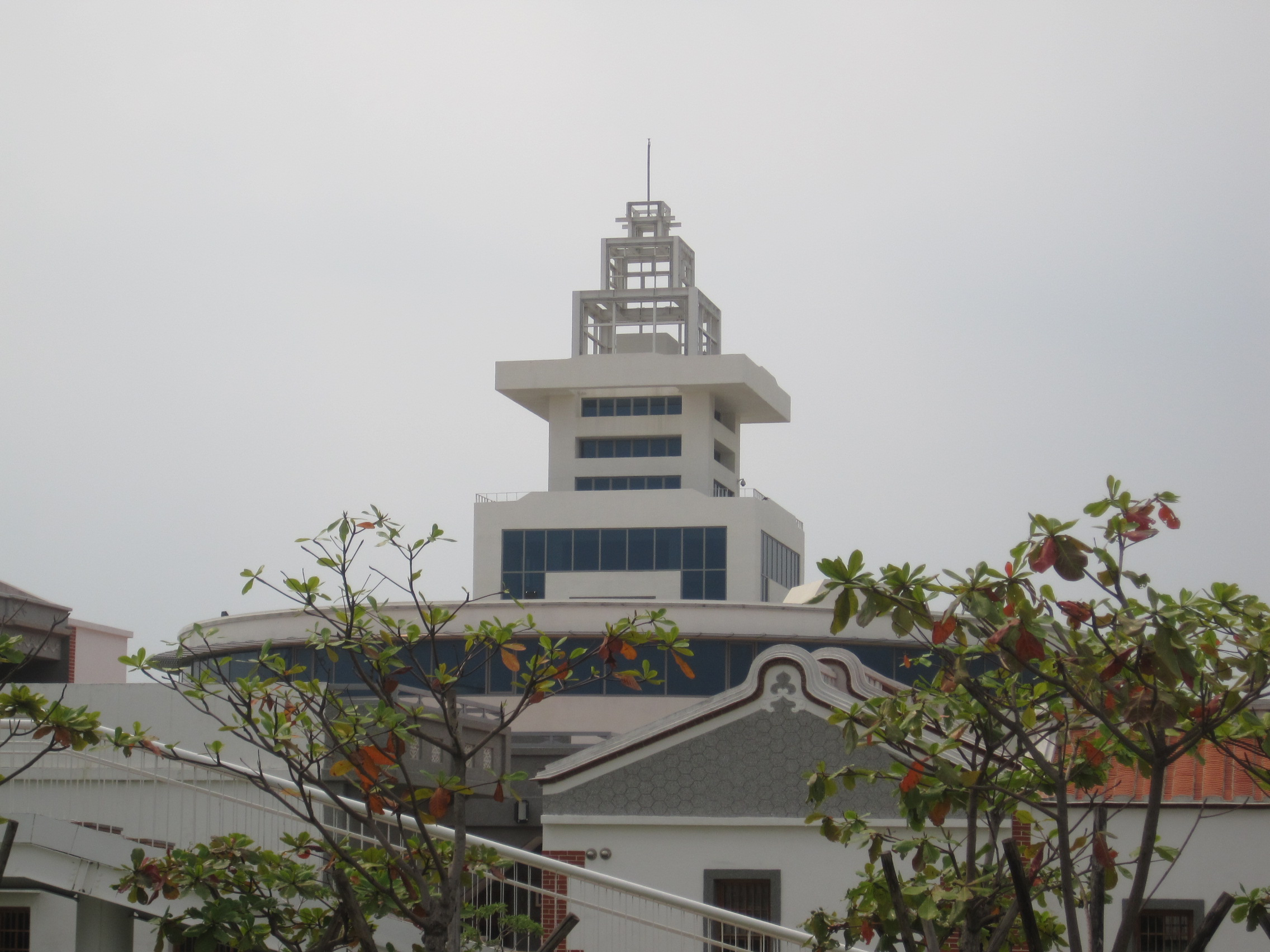
紅毛港文化園區裡的高字塔

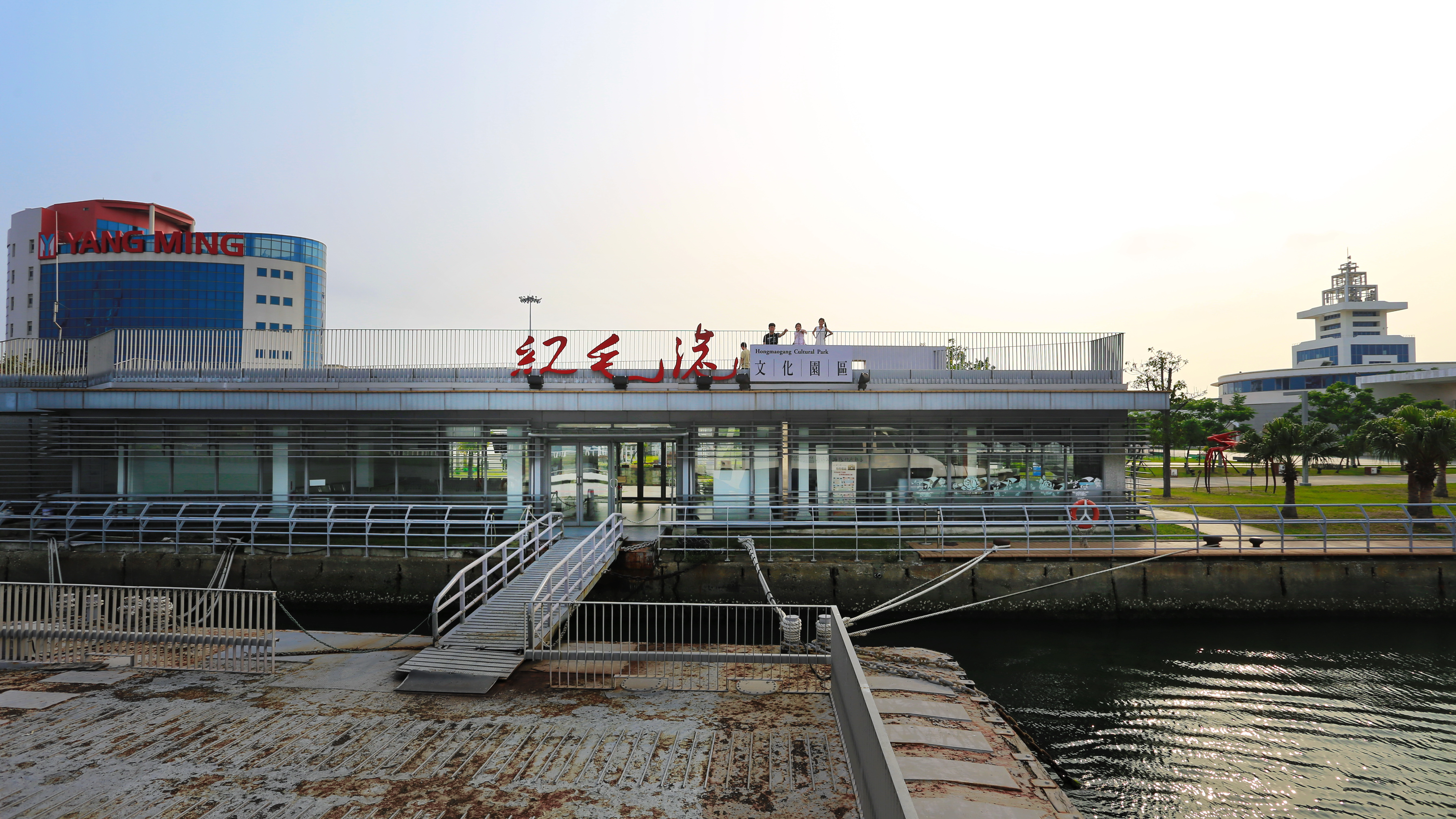
紅毛港文化園區裡的碼頭與候船室

紅毛港文化園區位於中華民國高雄市小港區，佔地3.42公頃，前身為高字塔文化藝術園區，高雄市政府文化局和紅毛港文化協會攜手合作，在園區內規劃了「高字塔旋轉餐廳」、「展示館」、「戶外展示區」、「天空步道」、「碼頭與候船室」、「觀海平台」六大區域，2012年6月1日試營運，7月1日正式營運，當年暑假成為熱門景點。

## 歷史

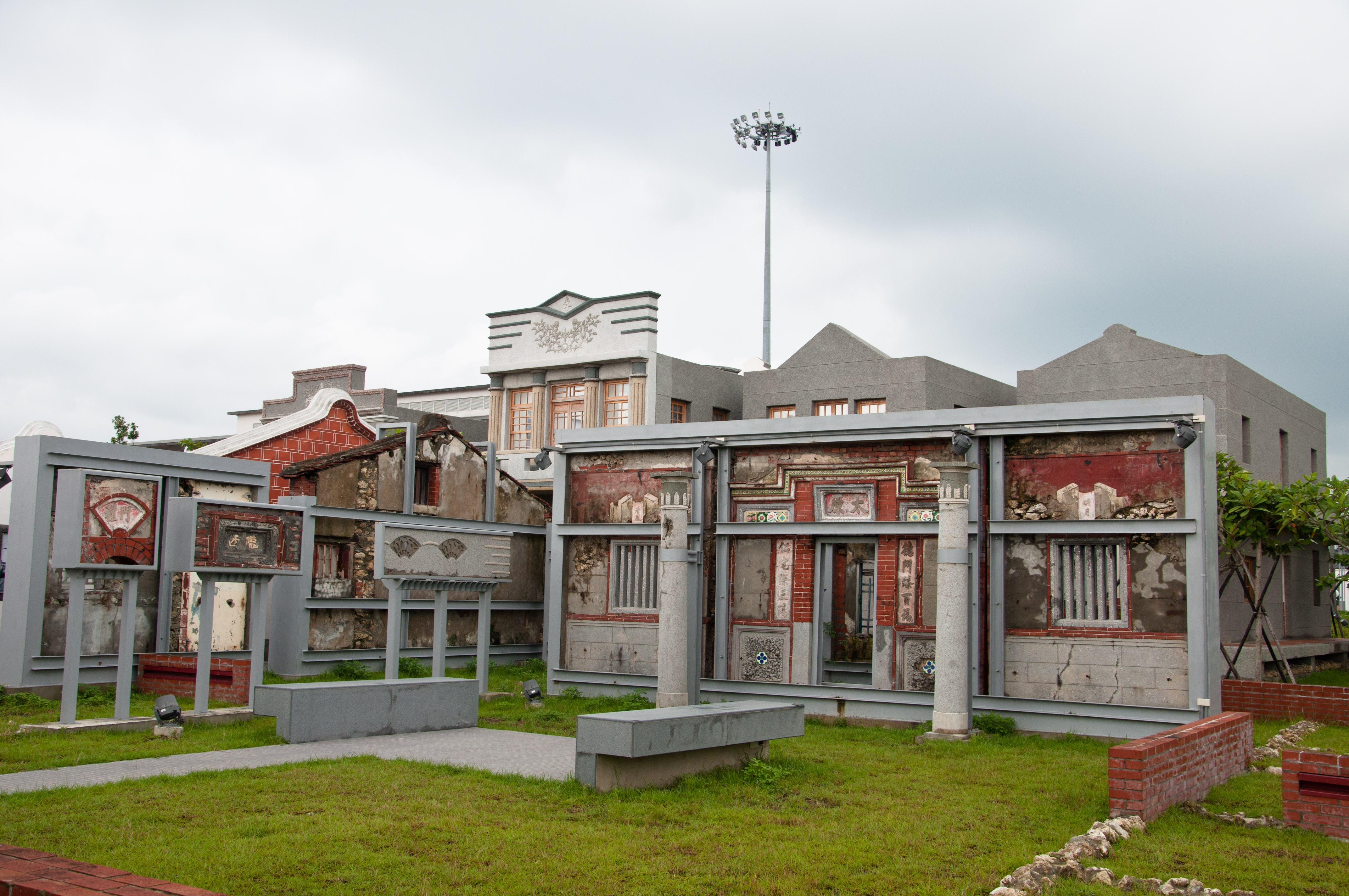
紅毛港文化園區內保存的舊式建築

2007年紅毛港遷村，改建高雄港洲際貨櫃中心；同時在旁設置一處「紅毛港文化園區」，由高雄市政府捷運工程局興建完成。園區運用意象呈現和創意策展，凝結紅毛港聚落緜延400年文史底蘊，見證高雄港開港100年發展歷程。

## 交通資訊

### 公車
| 編號 | 經營業者   | 區間                   | 備註            |  |
| ---- | ---------- | ---------------------- | --------------- |  |
| 紅13 | 中華大車隊 | 小港站－紅毛港文化園區 | 公車式小黃-紅13 |  |

### 渡輪
- 與棧貳庫KW2有來回之接駁船，單趟約費時40分鐘餘。
- 搭船-文化遊艇官方網站

## 外部連結
- （繁體中文）紅毛港文化園區 （页面存档备份，存于）
- （繁體中文）文化遊艇官網
- （繁體中文）紅毛港遷村紀實
- （繁體中文）紅毛港文化協會
- 紅毛港文化園區的Facebook專頁